# لرد سخنران مجلس اعیان بریتانیا
لرد رئیس مجلس اعیان سخنگو، رئیس و بالاترین مقام حاضر در مجلس اعیان پارلمان بریتانیا است. این سِمَت مشابه رئیس مجلس عوام است: لرد رئیس توسط اعضای مجلس اعیان برگزیده می‌شود و انتظار می‌رود که بر اساس عُرف سیاسی، از نظر سیاسی بی‌طرف باشد.
تا ژوئیه ۲۰۰۶ میلادی، سمت رئیس مجلس اعیان را لرد صدراعظم بر عهده داشت. بر اساس اصلاحات قانون اساسی در ۲۰۰۵، سمت رئیس مجلس اعیان (همانطور که در قانون نامیده می‌شود) به یک سمتی جداگانه تبدیل شد. همچنین قانون به اعضای مجلس عوام این اجازه را می‌داد تا شخص دیگری به غیر از لرد صدراعظم را به این سمت منصوب کنند. لرد صدراعظم به عنوان رئیس مجلس اعیان در یک دوره موقت پس از تصویب این قانون به کار خود ادامه داد در حالی که مجلس اعیان ترتیبات جدیدی را در مورد ریاست آن در پیش گرفت.
لرد رئیس ( و سخنران) فعلی مجلس اعیان بریتانیا، لرد جان مک فال، بارون مک فال از آلکلویت است. تا به امروز چهار نفر این نقش را بر عهده داشته‌اند.

## تاریخچه
در سال ۲۰۰۳، پس از تصمیم به تفکیک نقش‌های ایفا شده توسط صدراعظم (در ابتدا هدف نخست‌وزیر بلر لغو و حذف این مقام بود)، یک کمیته منتخب از مجلس اعیان به بررسی سمت پیشنهادی جدید برای معرفی رئیس خود، از جمله عنوان برای رئیس منتخب لردها پرداختند. در پی توصیه آن‌ها، رئیس جدید به عنوان «لرد سخنران» معرفی شد و تعداد معاونان رئیس مجلس از ۲۵ نفر به دوازده نفر کاهش یافت.  "لرد سخنران" (لرد همچنین برای یادکرد خدا به کار می‌رود) تا حدی به این دلیل انتخاب شد که قبلاً در دستورات دائمی و همراه استفاده می‌شد.

## کارکرد
از جمله وظایف اصلی لرد رئیس عبارت است از به عهده گرفتن ریاست در مناظرات برگزار شده در اتاق مجلس اعیان، مشاوره مجلس اعیان در مورد قوانین پیش رو، به عهده گرفتن مسئولیت رسمی برای امنیت در مناطقی از کاخ وست مینستر که توسط مجلس اعیان و ساختمان‌های آن اشغال شده است، سخنرانی برای مجلس اعیان در مناسبت‌های تشریفاتی و به عنوان نماینده مجلس اعیان در سفیران بریتانیا و نماینده مجلس لردها در مجلس لردها در خارج از کشور.
این نقش نسبت به رئیس مجلس عوام از قدرت سیاسی کمتری برخوردار است. مجلس اعیان عمدتاً خودگردان است و رئیس آن به طور سنتی نسبت به رئیس مجلس عوام نقش فعال کمتری در مناظرات داشته است. به عنوان مثال، برخلاف رئیس مجلس، رئیس مجلس عیان، مجلس را به نظم دعوت نمی‌کند، تعیین نمی‌کند که چه کسی باید در زمان قیام همزمان دو نفر صحبت کند، در مورد نکات دستوری حکم نمی‌کند، اعضایی را که قوانین مجلس را نقض می‌کنند تنبیه یا انتخاب نمی‌کند و اصلاحات در لوایح بر عهده او نیست. تمام این وظایف توسط مجلس اعیان به عنوان یک کل انجام می‌شود. به همین ترتیب، در حالی که سخنرانی‌های مجلس عوام مستقیماً خطاب به رئیس است، سخنرانی‌های مجلس اعیان به طور کلی خطاب به همه‌ی اعضای این مجلس است. به‌عنوان مثال، سخنرانی‌ها به‌جای «آقای رئیس» با «لردهای من» (My Lords) آغاز می‌شوند. در عمل، تنها وظیفه لرد رئیس در مجلس این است که به طور رسمی پرسش مطرح شده را پیش از رأی‌گیری بیان کند. او همچنین وظیفه اعلام نتیجه هر رأی‌گیری و اعلام برخی موارد به مجلس (برای نمونه اعلام درگذشت یکی از اعضای مجلس) را برعهده دارد. در عین حال، لرد رئیس ممکن است به تعویق مجلس (یا "فراخوانی" مجلس) در شرایط اضطراری عمومی پایان دهد.
بخش عمده وظایف لرد صدراعظم در رابطه با نقش پارلمانی او، بر اساس قانون اصلاحات سال ۲۰۰۵ به لرد رئیس محول شده است. با این حال، لرد صدراعظم همچنان به ارائه سخنرانی به پادشاه در طول افتتاحیه ایالتی پارلمان ادامه می‌دهد، و به نمایندگی از دولت در انجام این کار ایفای نقش می‌کند. زمانی که همتایان درباره ایجاد سمت گفتگو کردند، بحث در مورد اینکه آیا سخنران جدید باید دارای اختیارات و مسئولیت‌های اضافی باشد که لرد صدراعظم ندارد، در نهایت منتفی شد.
این گفتگوها با پیشنهادهایی که توسط یک گروه رهبر (یک کمیته موقت) به رهبری آلستر گودلاد ارائه شد، تجدید شد. این پیشنهادها شامل اجازه دادن به لرد رئیس، در زمان پرسش و بیانیه‌های وزیران می‌شود تا نقش مشاوره مجلس را برعهده بگیرد که کدام حزب باید در صورت بروز اختلاف فیمابین، صحبت کند. رهبر مجلس اعیان، وزیر دولت، در حال حاضر این وظیفه را بر عهده دارد. تصمیم‌گیری در مورد اینکه چه کسی باید صحبت کند در نهایت با مجلس باقی می‌ماند. پیشنهاد مشابهی توسط کمیته‌ای ارائه شد که در ابتدا درباره سمت جدید بحث کرد. یک گزینه بیشتر به گوینده قدرت حتی بیشتر در زمان پرسش می‌دهد، اما توسط گروه رهبر توصیه نشده است. گزارش گروه هنوز تایید نشده است. 
مانند رئیس مجلس عوام، اما برخلاف لرد صدراعظم (که همچنین یک قاضی و وزیر دولت بود)، انتظار می‌رود که لرد رئیس تا زمانی که در سمت خود است، غیرحزبی رفتار کند و باقی بماند. در انتخابات، لرد رئیس از گروه تازیانه حزبی یا گروه متقاطع و برخی از منافع بیرونی استعفا می‌دهد تا بر یک مقام ریاست بی‌طرفانه تمرکز کند.

## انتخابات
رئیس مجلس حداکثر برای مدت پنج سال برگزیده می‌شود و می‌تواند حداکثر دو دوره در این سمت باقی بماند. انتخابات با استفاده از روش رای جایگزین انجام می‌شود. بر اساس اصلاحات انجام شده در ۳ مه ۲۰۱۱، انتخابات باید تا ۱۵ ژوئیه سال پایانی یک دوره برگزار شود و دوره جدید از اول سپتامبر آغاز شود. هنگامی که هلن هیمن، به عنوان اولین لرد رئیس برگزیده شد، منشی پارلمان (منشی ارشد مجلس اعیان) نتیجه را اعلام کرد و لرد چمبرلین تأییدیه ملکه را برای انتخاب اعلام کرد. لرد سخنگو (لرد رئیس) که بدین ترتیب انتخاب شد و سپس به جای لرد صدراعظم در وول ساک نشست. 

## ملزومات و مراسم

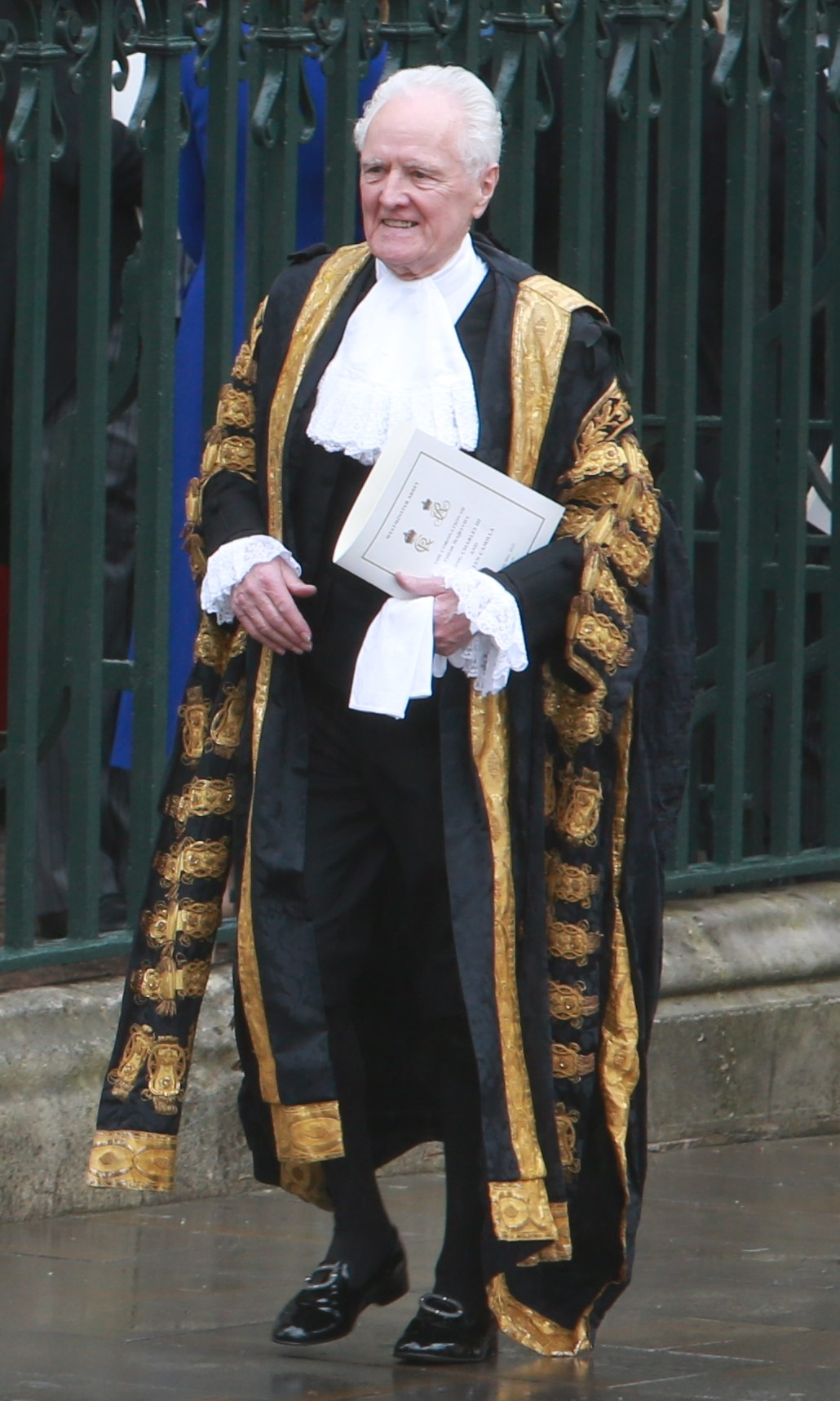
مک فال با لباس کامل (اما بدون کلاه گیس) در سال ۲۰۲۳

با حکم سلطنتی در ۴ ژوئیه ۲۰۰۶، ملکه اعلام کرد که لرد رئیس بلافاصله پس از رئیس مجلس عوام دارای رتبه و اولویت خواهد بود. لرد رئیس ۱۰۴٬۳۶۰ پوند حقوق دریافت می‌کند که کمتر از رئیس مجلس عوام است، اگرچه حقوق رئیس مجلس عوام شامل ۸۱٬۹۳۲ پوند است که برای نماینده بودن پرداخت می‌شود. لرد رئیس، مانند رئیس مجلس عوام، مستحق یک آپارتمان فضل و لطف در دارایی پارلمانی است.
مانند لرد صدراعظم، لرد رئیس هنگام ریاست مجلس، لباس مجلسی با یک لباس ابریشمی مشکی ساده و در مناسبت‌های دولتی یک لباس تشریفاتی ابریشمی مشکی و توری طلایی می‌پوشد. تا به امروز دارندگان این دفتر ترجیح داده‌اند که از کلاه گیس استفاده نکنند، همانطور که لردهای صدراعظم پیشتر انجام داد‌اند، اگرچه آنها این حق انتخاب را در این زمینه دارند. هنگامی که مناظره‌ها را اداره می‌کند، لرد سخنران بر روی وول‌سک می‌نشیند.
پیش از جلسه هر روز مجلس اعیان، لرد رئیس بخشی از یک راهپیمایی را تشکیل می‌دهد که از محل اقامت لرد رئیس به سمت اتاق لردها راهپیمایی می‌کند. قبل از لرد رئیس، معاون گروهبان یا دربان اصلی مجلس (که حامل گرز است) است، جنتلمن آشر میله سیاه در اتاق شاهزاده به این صفوف ملحق می‌شود. آن‌ها با هم از لابی بدون محتوا حرکت می‌کنند، وارد اتاق زیر میله می‌شوند و با بالا رفتن از سمت مخالف به سمت وول‌ساک به پایان می‌رسند. گرز بر روی وول‌ساک قرار می‌گیرد، جایی که لرد رئیس پس از اینکه یک اسقف مجلس را در دعا رهبری می‌کند، می‌نشیند.
هنگامی که حاکمیت، کمیسیونرهای لرد را منصوب می‌کند تا اقدامات خاصی را از جانب او انجام دهند (مثلاً برای باز کردن یا تعلیق پارلمان، یا اعلام رسمی موافقت سلطنتی)، لرد رئیس یکی از آن‌هاست. دیگر کمیسیونرهای لرد، بر اساس کنوانسیون، رهبر مجلس (که از زمانی که وظایف لرد صدراعظم به لرد رئیس منتقل شد، به عنوان کمیسر اصلی عمل کرده است)، رهبران دو حزب اصلی دیگر در لردها، و تشکیل‌دهنده کراس‌بنچ‌ها هستند.
همتایان جدید، پس از معرفی در مجلس اعیان، پس از ادای سوگند (یا تاییدیه) با لرد رئیس دست می‌دهند.

## فهرست لردهای رئیس
| تصویر | نام (تولد – مرگ)          | دوره نمایندگی انتخابات | دوره نمایندگی انتخابات | حزب سابق | حزب سابق  | مرجع   |
| ----- | ------------------------- | ---------------------- | ---------------------- | -------- | --------- | ------ |
|       | بارونس هیمن (متولد ۱۹۴۹)  | ۴ ژوئیه ۲۰۰۶           | ۳۱ اوت ۲۰۱۱            |          | کارگر     | [ ۷ ]  |
| ۲۰۰۶  | بارونس هیمن (متولد ۱۹۴۹)  |                        |                        |          | کارگر     | [ ۷ ]  |
|       | بارونس دسوزا (متولد ۱۹۴۴) | ۱ سپتامبر ۲۰۱۱         | ۳۱ اوت ۲۰۱۶            |          | کراس بنچ  | [ ۸ ]  |
| ۲۰۱۱  | بارونس دسوزا (متولد ۱۹۴۴) |                        |                        |          | کراس بنچ  | [ ۸ ]  |
|       | بارون فاولر (متولد ۱۹۳۸)  | ۱ سپتامبر ۲۰۱۶         | ۳۰ آوریل ۲۰۲۱          |          | محافظه‌کار | [ ۹ ]  |
| ۲۰۱۶  | بارون فاولر (متولد ۱۹۳۸)  |                        |                        |          | محافظه‌کار | [ ۹ ]  |
|       | بارون مک فال (متولد ۱۹۴۴) | ۱ مه ۲۰۲۱              | متصدی                  |          | کارگر     | [ ۱۰ ] |
| ۲۰۲۱  | بارون مک فال (متولد ۱۹۴۴) |                        |                        |          | کارگر     | [ ۱۰ ] |

## یادداشت
1. ↑  پیش از انتخاب فرد (در میان سایر لردها) به عنوان لرد سخنران، (یا بخش دیگری در لردها)، فرد عضو حزب است اما پس از برگزیدن در این جایگاه، لرد سخنران دیگر به حزب سیاسی خود (که حزب سیاسی سابق نامیده می‌شود) وابسته نخواهد بود. این موضوع در پی عمل به بی‌طرفی وی در مجلس رخ می‌دهد.[۶]
2. ↑  از زمان انتصاب وی به عنوان معاون ارشد رئیس مجلس در سال ۲۰۱۶، غیروابسته است.